# Ken Moore
Kenneth Strath Moore, detto Ken (Balcarres, 17 febbraio 1910 – Winnipeg, 8 dicembre 1981), è stato un hockeista su ghiaccio canadese.
Ha vinto la medaglia d'oro olimpica nell'hockey su ghiaccio con la nazionale maschile canadese alle Olimpiadi invernali di Lake Placid 1932.